# Джорджтаун (Колорадо)
Вижте пояснителната страница за други значения на Джорджтаун.
Джорджтаун (на английски: Georgetown) е град в окръг Клиър Крийк, щата Колорадо, САЩ. Джорджтаун е с население от 1088 жители (2000) и обща площ от 2,7 km². Намира се на 2600 m надморска височина. ЗИП кодът му е 80444, а телефонният му код е 303, 720.